# Pamela Díaz
Pamela Andrea Díaz Saldías (née le 26 février 1981 à Puerto Varas), est un mannequin, une commentatrice, animatrice de radio et présentatrice de télévision chilienne.

## Filmographie
| Année       | Émission                   | Rôle                                      | Chaîne         |
| ----------- | -------------------------- | ----------------------------------------- | -------------- |
| 1999        | Miss Monde Chili 1999      | 1re finaliste                             | Canal 13       |
| 1999 - 2000 | Mekano                     | Mannequin                                 | Megavisión     |
| 2004        | La movida del festival     | Mannequin                                 | Canal 13       |
| 2005        | La Granja VIP              | Participante                              | Canal 13       |
| 2005 - 2006 | SQP                        | Commentatrice                             | Chilevisión    |
| 2006 - 2007 | Primer plano               | Animatrice                                | Chilevisión    |
| 2007        | Yingo                      | Jury                                      | Chilevisión    |
| 2008        | Estrellas en el Hielo      | Participante                              | TVN            |
| 2009 - 2010 | Sólo ellas                 | Animatrice                                | Telecanal      |
| 2009        | 1910 (téléréalité)         | Participante                              | Canal 13       |
| 2010        | Fanáticos de Viña          | Animatrice                                | Canal 13       |
| 2010        | Viva la mañana             | Commentatrice                             | Canal 13       |
| 2010 - 2012 | Mucho gusto                | Commentatrice                             | Mega           |
| 2010        | Mira quién habla           | Commentatrice                             | Mega           |
| 2012        | Fruto Prohibido            | Invitée spécial                           | TVN            |
| 2012        | Fiebre de baile            | Gagnante de la 5e saison                  | Chilevisión    |
| 2012 - 2014 | Secreto a voces            | Animatrice                                | Mega           |
| 2012        | Pareja Perfecta            | Participante                              | Canal 13       |
| 2012        | Primer plano               | Invitée                                   | Chilevisión    |
| 2013        | 2e Festival Viva Dichato   | Présentatrice (1re nuit) (avec Luis Jara) | Mega           |
| 2014        | 3e Festival Viva Dichato   | Présentatrice (3e nuit) (avec Luis Jara)  | Mega           |
| 2014        | Vive Brasil                | Animatrice                                | Mega           |
| 2014        | Buenos días a todos        | Invitée                                   | TVN            |
| 2014        | Más que 2                  | Invitée                                   | TVN            |
| 2014        | Menú: Historias a la carta | Invitée                                   | TVN            |
| 2014        | Locos por el Mundial       | Invitée                                   | Chilevisión    |
| 2014        | Juga2                      | Invitée                                   | TVN            |
| 2015        | De aquí no sale            | Animatrice (avec Giancarlo Petaccia)      | UCV Télévision |
| Depuis 2016 | La mañana de Chilevisión   | Panéliste                                 | Chilevisión    |
| 2016 - 2017 | SQP                        | Commentatrice                             | Chilevisión    |
| 2017        | Diana                      | Elle-même (Invitée)                       | Canal 13       |
| Depuis 2018 | La noche es nuestra        | Animatrice                                | Chilevisión    |

## Radio
| Année | Émission                 | Rôle                                    | Radio         |
| ----- | ------------------------ | --------------------------------------- | ------------- |
| 2012  | De todo con Candela      | Animatrice (avec Giancarlo Petaccia)    | Candela FM    |
| 2015  | 4e Festival Dichato Vive | Présentatrice (avec Giancarlo Petaccia) | Radio Bío-Bío |

## Théâtre
- 2012 : Las Indomables : Elle-même (avec Patricia Maldonado, Raquel Argandoña et María Luisa Cordero)